# لا فرونتيرا (قونكة)
بلدية لا فرونتيرا (بالإسبانية: La Frontera)‏، هي إحدى بلديات مقاطعة قونكة إحدى مقاطعات إسبانيا، و التي تقع في منطقة قشتالة لا منتشا وسط البلاد, و المائلة لجهة الشرق من إسبانيا.
يبلغ عدد سكانها 181 نسمة وفقاً لإحصائية سنة (2007).